# Gottlieb Siegfried Bayer

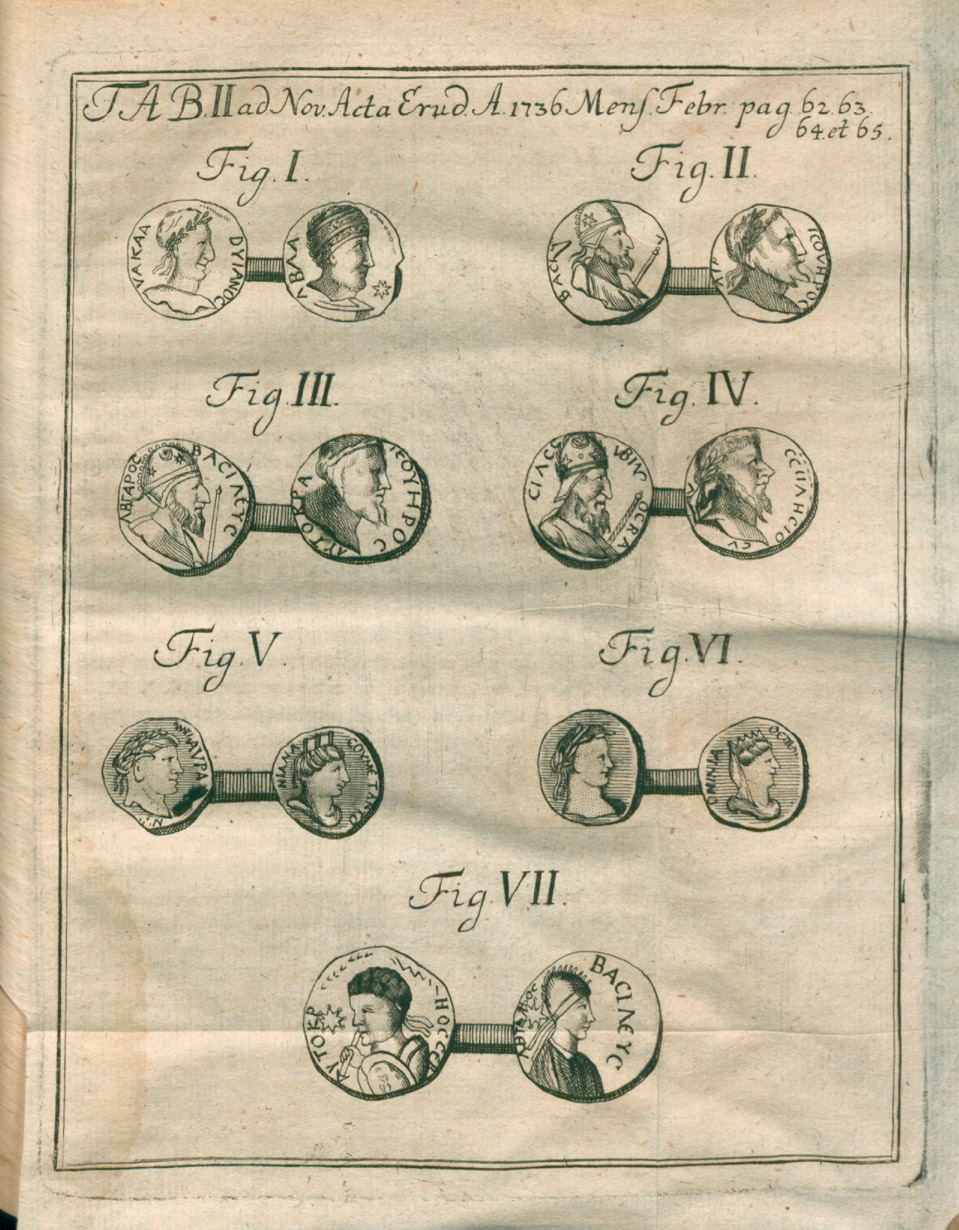
Tavola illustrativa dell'articolo Historia Osrhoena et Edessena ex numis illustrata di Theophilus Siegfried Bayer pubblicato nel volume degli Acta Eruditorum del 1736

Gottlieb Siegfried Bayer, noto anche come Theophilus Siegfried Bayer (Königsberg, 1694 – San Pietroburgo, 1738), è stato un filologo, storico e orientalista tedesco. Bayer fu uno dei primo accademici della Accademia russa delle scienze di San Pietroburgo.

## Biografia
Il padre, Johann Friedrich, veniva dalla minoranza protestante di lingua tedesca dell'Ungheria che si era trasferito nella Prussia orientale dove lavorava come pittore.
Il giovane Bayer si dimostrò un eccellente studente all'Università di Königsberg, studiando latino, greco ed ebraico. Fu rettore della  cattedrale di Königsberg dal 1721 al 1726, e ricoprì anche il ruolo di bibliotecario alla Stadtbibliothek Königsberg, la biblioteca pubblica della città.
Bayer fu un esperto sinologo.
Insegnò, oltre a sinologia, anche greco antico e latino all'Accademia delle scienze di San Pietroburgo dal 1726 al 1737.
Nella storiografia russa Bayer è considerato il fondatore della scuola scandinava. Durante il suo tempo a Pietroburgo, ha partecipato attivamente ai lavori dell'Accademia e combattuto per il loro libero sviluppo.
Dal 1730 fu membro esterno della Accademia prussiana delle scienze.
-->

## Opere
- Historia Osrhoëna et Edessena nummis illustrata (Sankt Petersburg, 1873)
- Historia regni Graecorum Bactriani (1738)
- De origine et priscis sedibus Scytharum
- De Scythiae situ, qualis fuit sub aetate Herodoti
- De Cimmerus
- De Varagis
- De Russorum prima expeditione Constantinopolitana
- De Venedis et Eridano fluvio
- Origines russicae
- Geographia Russiae … ex Constantino porphyrogenneta
- Geographia Russiae ex scriptoribus septentrionalibus
- De Hyperboreis
- Auszug der älteren Staatsgeschichte (Sankt Petersburg, 1728)